# Adane Girma
Adane Girma (em amárico:ዓዳነ ጚርማ, Awasa, 25 de junho de 1985), é um ex-futebolista etíope que atua como atacante.

## Carreira
Girma representou o elenco da Seleção Etíope de Futebol no Campeonato Africano das Nações de 2013.
Girma é capitão da Seleção Etíope de Futebol, que marcou 8 gols pela equipe desde sua primeira aparição em 2006.

### Gols pela Seleção
| # | Data                   | Estádio       | Adversário | Gol | Resultado | Competição                    |
| - | ---------------------- | ------------- | ---------- | --- | --------- | ----------------------------- |
| 1 | 22 de junho de 2008    | Adis Abeba    | Mauritânia | 6–1 | Vitória   | Eliminatórias da Copa de 2010 |
| 2 | 30 de novembro de 2009 | Nairóbi       | Djibouti   | 5–0 | Vitória   | Copa CECAFA 2009              |
| 3 | 8 de outubro de 2011   | Adis Abeba    | Madagascar | 4–2 | Vitória   | Eliminatórias CAF 2012        |
| 4 | 2 de dezembro de 2011  | Dar es Salaam | Malawi     | 1–1 | Empate    | Copa CECAFA 2011              |
| 5 | 17 de junho de 2012    | Cotonu        | Benim      | 1–1 | Empate    | Eliminatórias CAF 2013        |
| 6 | 8 de setembro de 2012  | Cartum        | Sudão      | 3–5 | Derrota   | Eliminatórias CAF 2013        |
| 7 | 14 de setembro de 2012 | Adis Abeba    | Sudão      | 2–0 | Vitória   | Eliminatórias CAF 2013        |
| 8 | 21 de janeiro de 2013  | Nelspruit     | Zâmbia     | 1–1 | Empate    | CAF 2013                      |